# بانک چاینا بوهای
بانک چاینا بوهای (انگلیسی: China Bohai Bank) شرکت دولتی خدمات مالی و بانکداری چینی است، که در سال ۲۰۰۵ تأسیس شد.